# Армін Мюллер-Шталь
Армін Мюллер-Шталь (нім. Armin Mueller-Stahl, нар. 17 грудня 1930 р., Тільзіт, Східна Пруссія) — німецький актор, режисер, письменник, художник та музикант, лауреат світових кінонагород і номінант на премію «Оскар» за найкращу чоловічу роль другого плану 1997 року.

## Життєпис
Армін Мюллер-Шталь народився 17 грудня 1930 року в Тільзіті (тепер м. Совєтськ (Калініградська область)). Третій з п'яти дітей у сім'ї. Його мати виросла в Санкт-Петербурзі. Дідусь, балтійський німець, священик, був змушений вивезти родину з Росії у 1914 році, на початку Першої світової війни. Перші вісім років він прожив у Тільзіті. У 1934 році сім'я Мюллер-Шталь переселяється у Берлін. 1938 року родина Мюллер-Шталь перебралася в Пренцлау. Тут Армін поступає в консерваторію і закінчує її з дипломом скрипаля. Сам Армін мало не загинув у 1945 році: за пару тижнів до кінця війни його ледь не застрелив радянський солдат. У той же день неподалік був розстріляний його батько, банківський службовець.

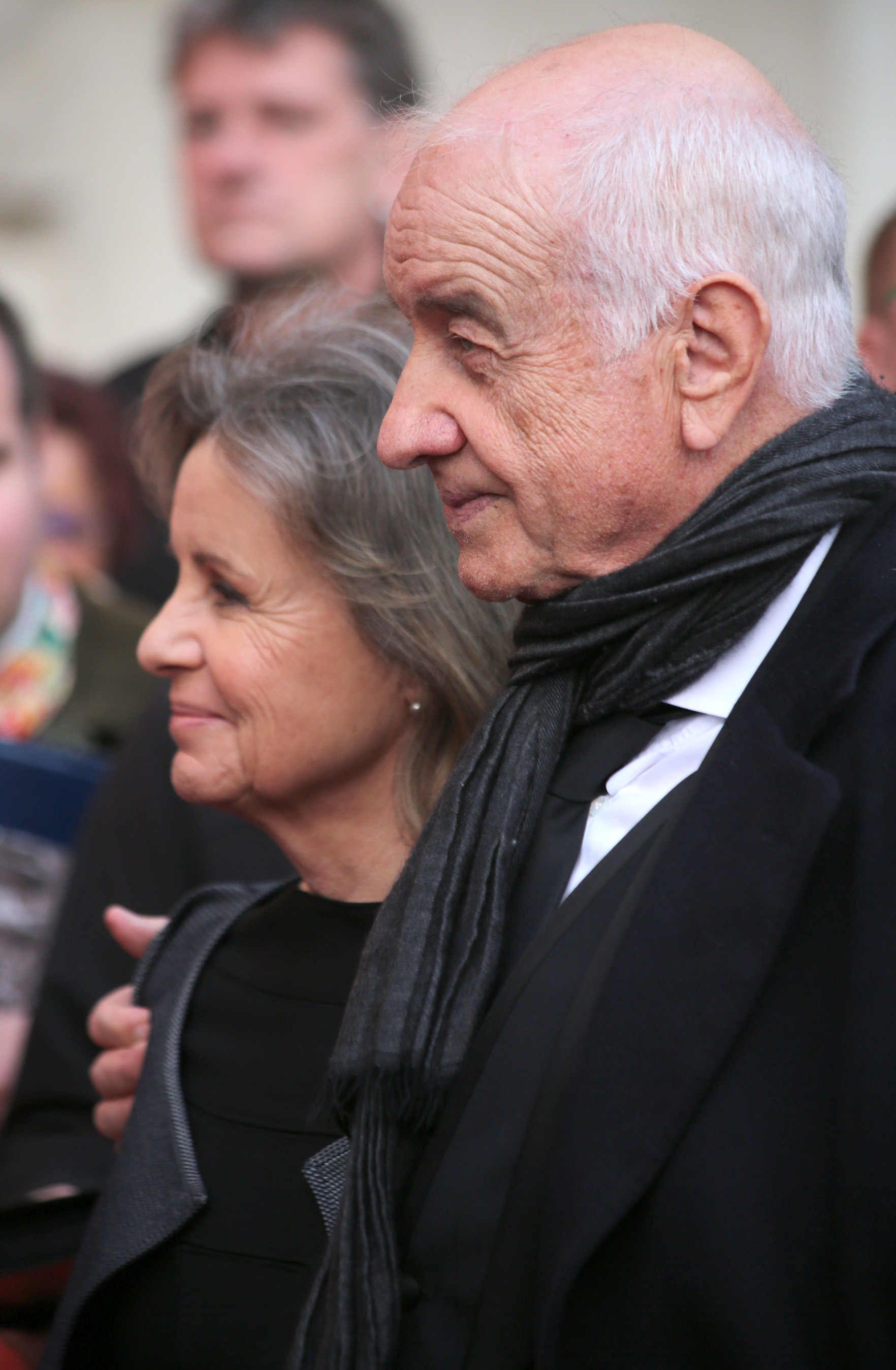
Армін Мюллер-Шталь та Ґабріеле Шольц, 2013

Але театр в юнакові все ж перемагає, і Армін вирішує стати актором. Проте з акторських курсів його відраховують у зв'язку з відсутністю здібностей. У 1955 році закінчує акторські курси, його приймають в трупу берлінського театру "Фольксбюне", а потім і у найвідоміший з німецьких театрів — Берлінського ансамблю, театру Бертольта Брехта.
За 35 років кар'єри в НДР Мюллер-Шталь став одним з найпопулярніших акторів країни. За роль у фільмі «П'ять патронних гільз» його хвалили Фідель Кастро і Ернесто Че Гевара. За створення переконливого образу офіцера штазі у фільмі «Невидиме забрало» Мюллер-Шталя удостоїли державної премії НДР.
У 1976 році влада НДР позбавляє громадянства барда Вольфа Бірмана. Армін Мюллер-Шталь підписує разом з іншими діячами мистецтва лист протесту. Після цього він не отримує жодної ролі. 1980 року Армін емігрує до Західного Берліна.
На Заході він прославився роллю, яку спочатку відмовлявся грати в нескінченному телесеріалі «Лікарня в Шварцвальді». Потім були ролі у фільмах значних режисерів: Райнера Вернера Фассбіндера, Анджея Вайди, Іштвана Сабо. Потім було запрошення до Голлівуду.
Армін Мюллер-Шталь, мабуть, єдиний з німецьких акторів, кому вдалася воістину зоряна кар'єра не лише на батьківщині, а й за океаном. Одна з перших відомих його робіт в Голлівуді — роль у фільмі «Авалон». У цій картині він грає деспотичного батька єврейського сімейства. За фільм «Блиск» у 1996 році — номінований на «Оскара».

## Сім'я
Був одружений з акторкою Монікою Ґабріель (1968-1973). У 1973 році одружився з Ґабріеле Шольц. 1974 року в подружжя народився син Крістіан.

## Фільмографія

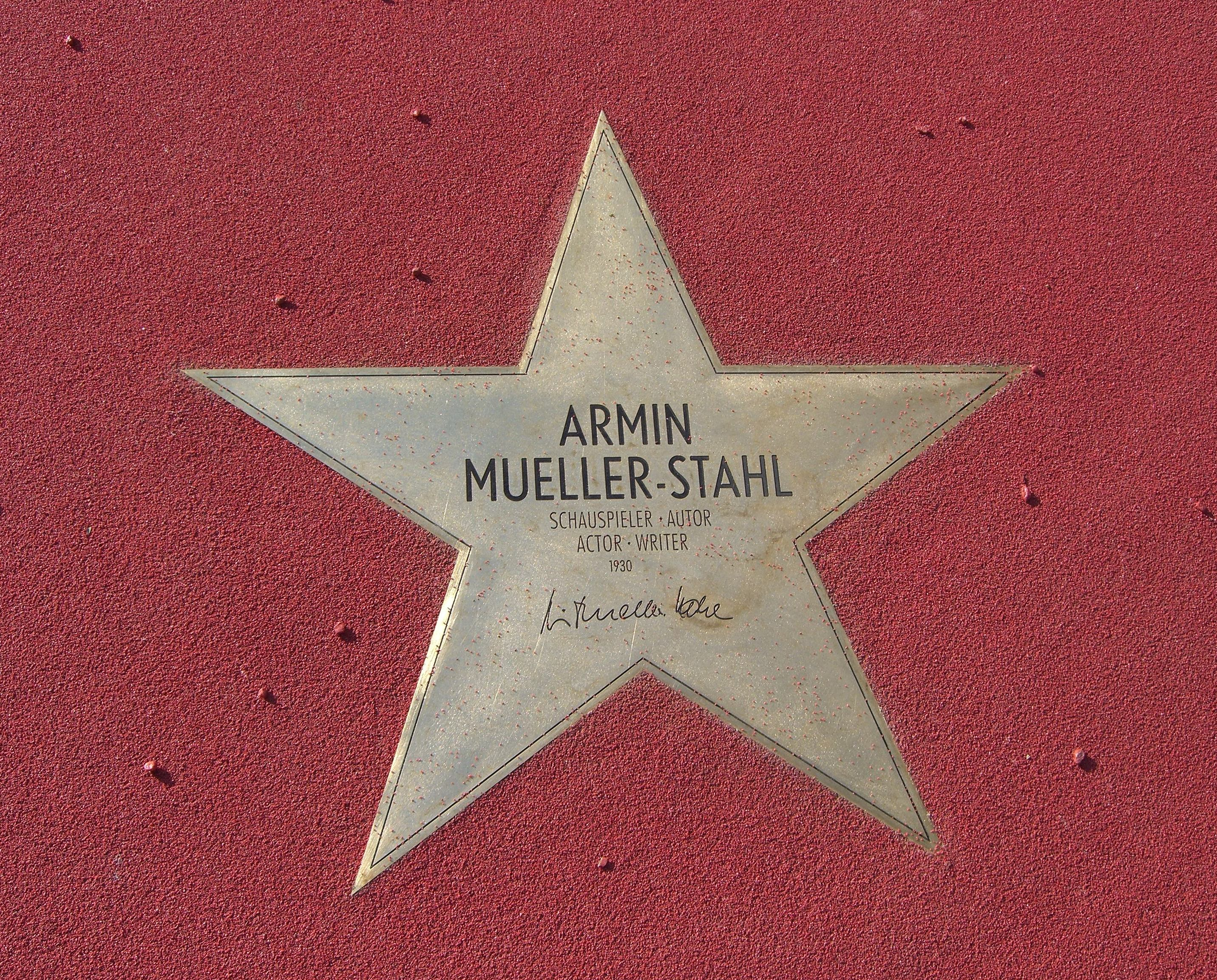
Зірка Арміна Мюллера-Шталя на Алеї зірок у Берліні

| Рік  |   | Українська назва           | Оригінальна назва               | Роль                    |
| ---- | - | -------------------------- | ------------------------------- | ----------------------- |
| 2015 | ф | Лицар кубків               | Knight of Cups                  | Зейтштґер               |
| 2009 | ф | Атака на Ленінград         | Attack on Leningrad             | фон Лееб                |
| 2009 | ф | Ангели і демони            | Angels and Demons               | кардинал Стросс         |
| 2009 | ф | Інтернаціональ             | The International               | Вільгельм Векслер       |
| 2008 | ф | Будденброк                 | Buddenbrooks                    | Йоганн «Жан» Будденброк |
| 2007 | ф | Порок на експорт           | Eastern Promises                | Семен                   |
| 2006 | ф | Місцевий колорит           | Local Color                     | Микола Сєров            |
| 2006 | ф | Я буду іншою               | Ich bin die Andere              | Карл Вінтер             |
| 2004 | ф | Фабрика пилу               | The Dust Factory                | дідусь Рендольф         |
| 2004 | ф | Історія африканської ферми | The Story of an African Farm    |                         |
| 2000 | ф | Місія на Марс              | Mission to Mars                 | Ремєр Бек               |
| 1999 | ф | Ісус. Бог і людина         | Jesus                           | Йосип                   |
| 1999 | ф | Тринадцятий поверх         | The Thirteenth Floor            | Фуллер / Грірсон        |
| 1999 | ф | Яків брехун                | Jakob the Liar                  | доктор Кіршбаум         |
| 1998 | ф | Цілком таємно              | The X-Files: Fight the Future   | Конрад Страгхольд       |
| 1998 | ф | The Commissioner           | Комісар                         | Ганс Кеніґ              |
| 1997 | ф | Гра                        | The Game                        | Енсон Баєр              |
| 1997 | ф | Миротворець                | The Peacemaker                  | Дмитро Вертік           |
| 1996 | ф | Огр                        | Der Unhold                      | граф фон Кальтенборн    |
| 1996 | ф | Блиск                      | Shine                           | Пітер Гельфґот          |
| 1996 | ф | Розмова зі звіром          | Gespräch mit dem Biest          | Адольф Гітлер           |
| 1994 | ф | Останній разок             | The Last Good Time              | Джозеф                  |
| 1994 | ф | Таксандрія                 | Taxandria                       | Карел/Вірґіліус         |
| 1993 | ф | Будинок духів              | The House of the Spirits        | Северо дель Валле       |
| 1992 | ф | Сила особистості           | The Power of One                | Док                     |
| 1992 | ф | Utz                        | Utz                             | барон                   |
| 1991 | ф | Кафка                      | Kafka                           | Грубах                  |
| 1991 | ф | Ніч на Землі               | Night on Earth                  | Гельмут Ґрокенберґер    |
| 1990 | ф | Авалон                     | Avalon                          | Сем Кричинський         |
| 1989 | ф | Музична скринька           | Music Box                       | Майк Ласло              |
| 1989 | ф | Павутина                   | Das Spinnennetz                 | барон фон Растчук       |
| 1986 | ф | Момо                       | Momo                            | лідер сірих чоловіків   |
| 1985 | ф | Полковник Редль            | Oberst Redl                     | Франц Фердинанд         |
| 1983 | ф | Кохання в Німеччині        | Eine Liebe in Deutschland       | Маєр                    |
| 1983 | ф | Поранений                  | L’Homme blessé                  | Ле Пер                  |
| 1982 | ф | Туга Вероніки Фосс         | Die Sehnsucht der Veronika Voss | Макс Ребайн             |
| 1981 | ф | Лола                       | Lola                            | фон Бом                 |
| 1974 | ф | Якоб-брехун                | Jakob der Lügner                | Роман Штам              |
| 1972 | ф | Третій                     | Der Dritte                      | Бліндер                 |
| 1969 | ф | Фатальна помилка           |                                 | Кріс Говард             |
| 1964 | ф | Прелюдія 11                | Preludio 11                     | Рамон Кінтана           |
| 1963 | ф | Голий серед вовків         | Nackt unter Wölfen              | Андре Гофель            |
| 1960 | ф | П'ять патронних гільз      | Fünf Patronenhülsen             | П'єр Ґіру               |
| 1962 | ф | Королівські діти           | Königskinder                    | Міхаель                 |

## Премії та нагороди
- 1992 — «Срібний ведмідь» за найкращу чоловічу роль (фільм «Utz»).
- 1997 — номінація на премію «Оскар» за найкращу чоловічу роль другого плану («Блиск»).
- 1997 — премія «Супутник» за найкращу чоловічу роль другого плану в драмі («Блиск»).
- 2003 — премія «Квадрига» з формулюванням «Харизма громадянина світу».
- 2008 — премія «Джині» за найкращу чоловічу роль другого плану («Порок на експорт»).
- 2010 — премія «Штайгер».
- 2010 — зірка на «Алеї Зірок» в Берліні.
- 2011 — почесна премія «Золотий ведмідь» Берлінського кінофестивалю за життєві досягнення.